# Аэропорт имени Хуана Гуальберто Гомеса
Аэропорт Хуана Гуальберто Гомеса (исп. Aeropuerto Juan Gualberto Gómez) (ИАТА: VRA, ИКАО: MUVR), ранее Международный аэропорт Варадеро (исп. Aeropuerto de Varadero) — международный аэропорт, обслуживающий город Варадеро и провинцию Матансас. Аэропорт расположен в 5 км от города Карденас, ближе к городу Матансас, чем к Варадеро. Ближайший аэропорт к Варадеро — аэропорт Кавама. В 2009 году аэропорт обслужил 1,28 миллиона пассажиров, что сделало его вторым по загруженности аэропортом на Кубе после международного аэропорта имени Хосе Марти в Гаване.

## История
Аэропорт имени Хуана Гуальберто Гомеса был построен в 1989 году и открыт Фиделем Кастро, заменив таким образом старый аэропорт Варадеро, расположенный в Санта-Марте, в настоящее время известный как аэропорт Кавама. Аэропорт был назван в честь журналиста, борца за независимость Кубы и борца за права чернокожих на Кубе Хуана Гуальберто Гомеса (1854–1933).

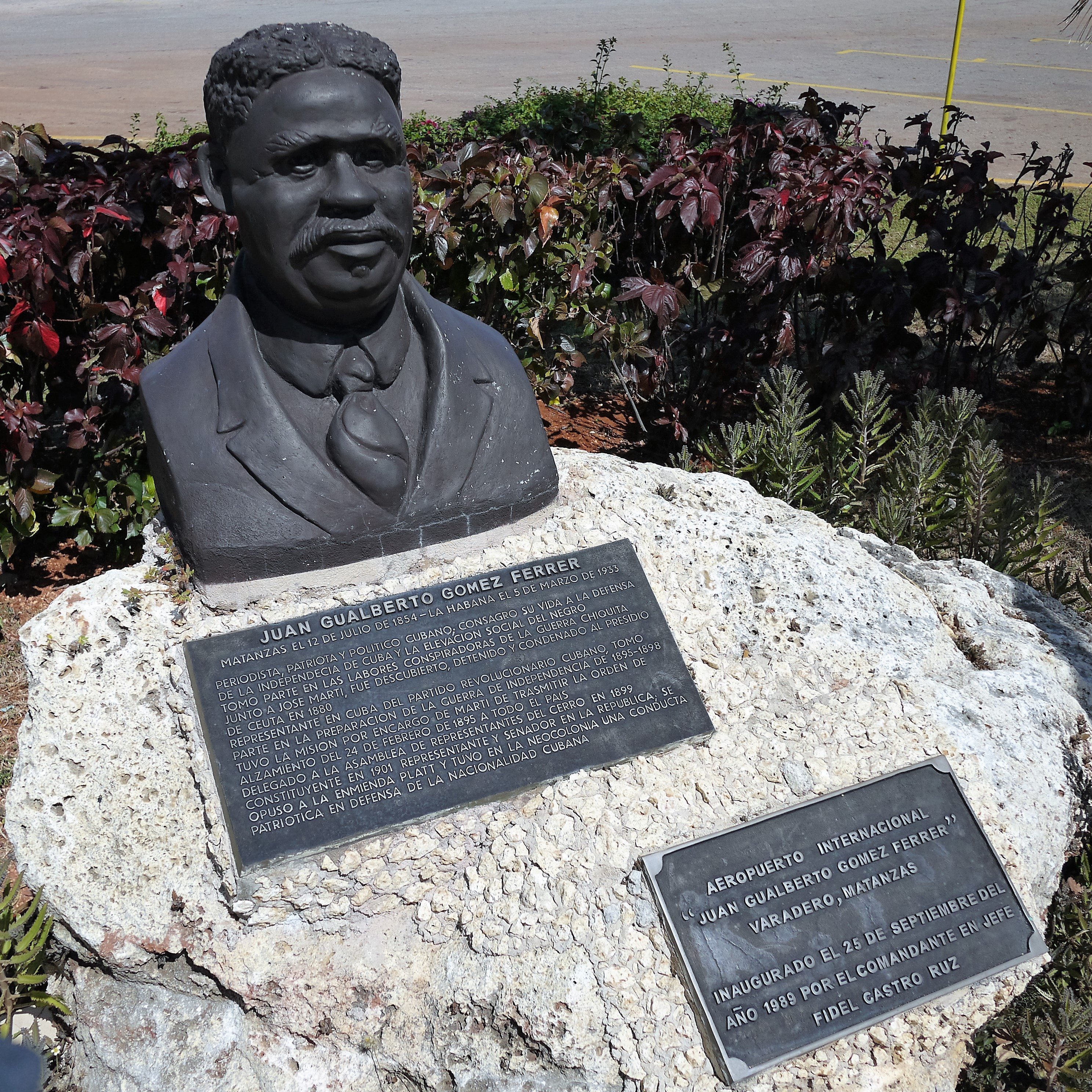
Бюст Хуана Гуальберто Гомеса в аэропорту его имени, посвященный открытию аэропорта в 1989 году.

В здании терминала есть магазины для туристов (где продаются ром, сигары, футболки, книги, резьба по дереву, фармацевтические препараты) как перед таможенным пунктом, так и в большом зале вылета с кафетериями на верхнем уровне и в небольшом VIP-зале с кондиционером на нижнем уровне.
Иммиграционный контрольно-пропускной пункт состоит из деревянных будок с распашными дверями, открываемыми сотрудниками иммиграционной службы после оформления туристов. Таможенный пункт состоит из трёх рентгеновских аппаратов. Два лестничных пролёта и эскалатор ведут путешественников в зал вылета. Офисы туроператоров расположены недалеко от терминала внутренних рейсов.
Оборудование для наземного обслуживания импортируется в основном из Северной Америки. Есть четыре реактивных моста (обслуживающих парковочные места со 2 по 5), но бортовые трапы используются для оставшегося места для стоянки самолётов № 1 на перроне у терминала.

## Авиакомпании и пункты назначения

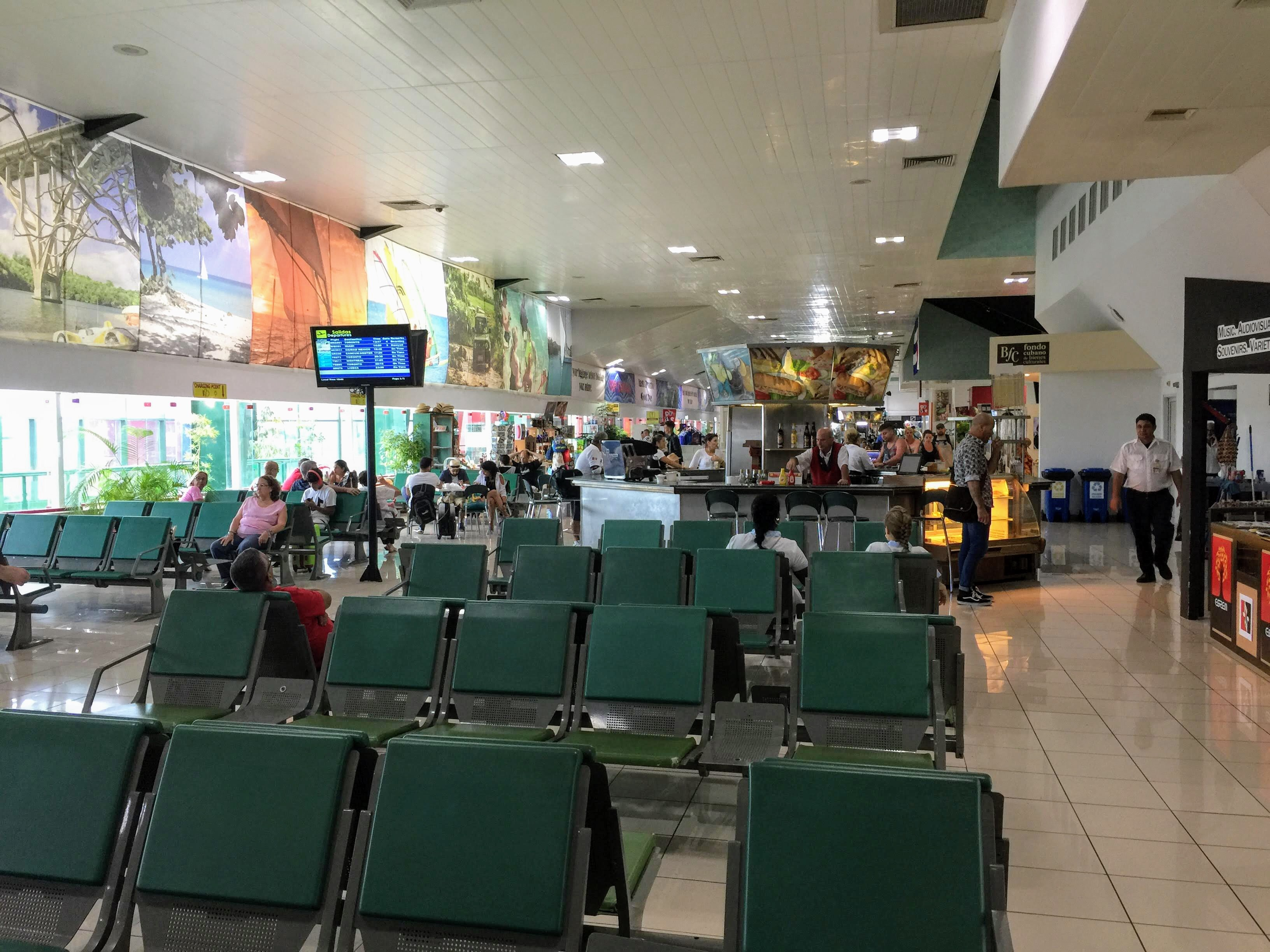
Интерьер зоны вылета

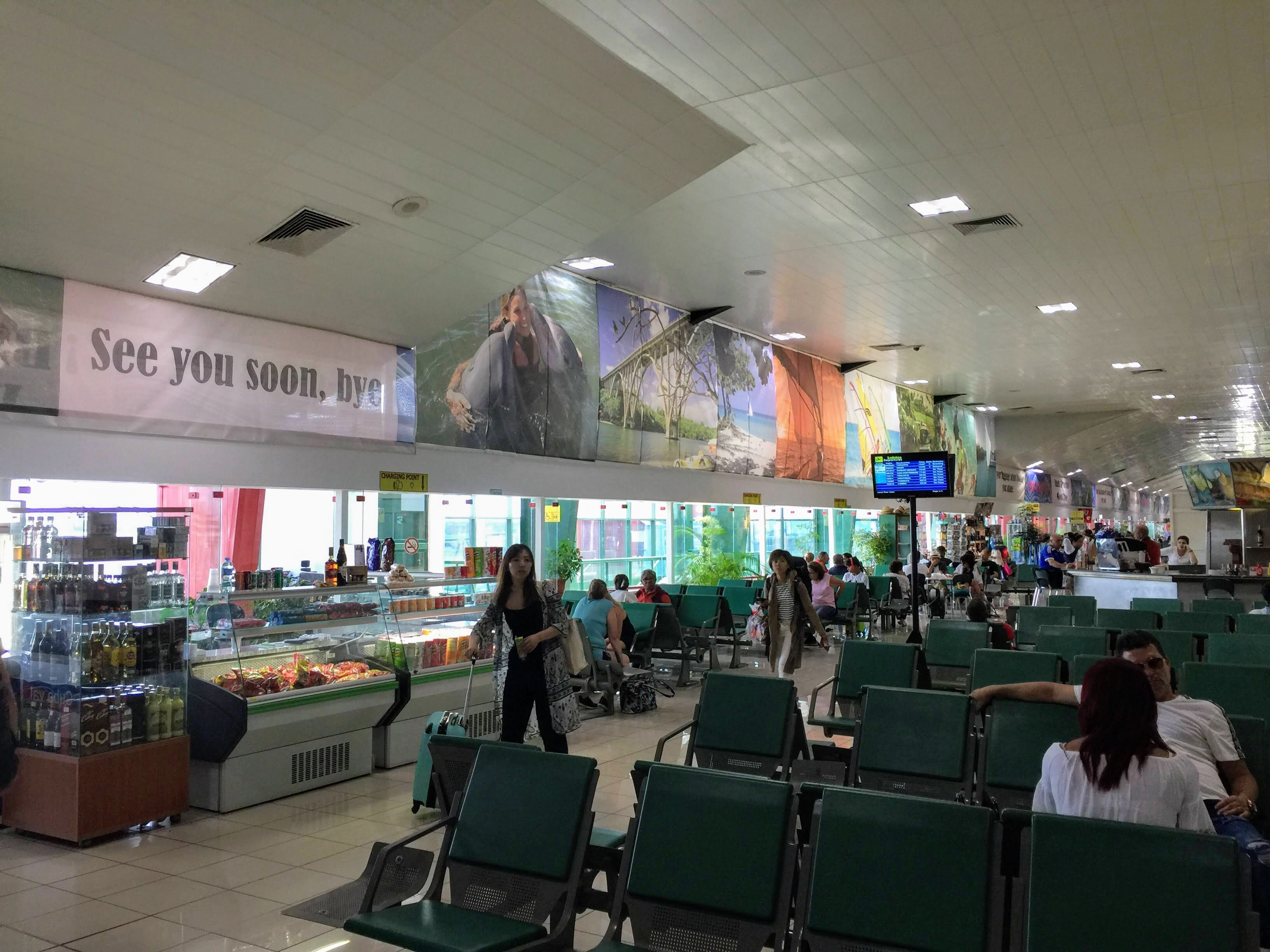
Интерьер зоны вылета

## Аварии и инциденты
С 1950-х годов произошло пять серьёзных инцидентов с участием самолётов, вылетающих из аэропорта или направляющихся в аэропорт. Только 1 рейс закончился с летальным исходом. В трёх рейсах кубинцы угнали самолет, чтобы бежать в Соединенные Штаты.
- 6 марта 2005 г. Airbus A310, рейс 961 Air Transat, благополучно вернулся в аэропорт после отрыва руля направления после взлёта.
- 29 декабря 1992 г. самолёт Ан-26 авиакомпании Aero Caribbean был угнан по пути в аэропорт Варадеро из Гаваны. Самолёт приземлился в Майами[11].

Аварии и инциденты, произошедшие в аэропорту Варадеро (Санта-Марта) (ныне аэропорт Кавама):
- 3 июля 1961 г. Douglas DC-3 авиакомпании Cubana de Aviación был угнан по пути в аэропорт Варадеро из Гаваны. Самолёт приземлился в Майами[12].
- 25 апреля 1959 г. Vickers Viscount авиакомпании Cubana de Aviación был угнан после взлёта из аэропорта Варадеро и его посадили в международном аэропорту Ки-Уэста[13].
- 1 ноября 1958 г. рейс 495 авиакомпании Cubana de Aviación Vickers Viscount 755D потерпел крушение в заливе Найп[англ.] при попытке аварийной посадки в аэропорту, который тогда был известен как аэропорт Престон. Самолёт направлялся в Варадеро из Майами с 20 пассажирами на борту. Только трое выжили, 17 погибли[14].